# Gornja Tramošnica
Gornja Tramošnica je naseljeno mjesto, entitetskom linijom podijeljeno između općine Pelagićevo, Republika Srpska i općine Gradačac, Federacija Bosne i Hercegovine, BiH.

## Povijest
Gornja Tramošnica do rata se nalazila u sastavu općine Gradačac. Tramošnica je dobila ime po latinskoj riječi Tresmontes, što znači "tri brda". Tijekom Drugog svjetskog rata Tramošnica je bila pod vodstvom NDH. Dana 8. listopada 1944. u selo upadaju četnici koji ubijaju vise od dvadesetak Tramošnjana, a među njima bio je i Mato Kristić, koji je pohađao franjevačku gimnaziju. Njegov mu otac iste godine podiže spomenik na tom mjestu, ali nakon završetka Drugog svjetskog rata partizani skidaju taj spomenik zato sto su ti četnici koji su napravili pokolj poslije prešli u partizane.[nedostaje izvor] Tijekom SFRJ Tramošnica je bila jedno od najrazvijenijih sela u općini Gradačac, ali i šire. U travnju 1992. počinje agresija na Bosansku Posavinu, a i na Tramošnicu. Tijekom rata na prostoru općine Gradačac srušen je jedan helikopter, uništeno je dvadesetak tenkova i dva pinzgauera. Dana 15. kolovoza 1992. Tramošnica pada u srpske ruke. Danas veći dio Tramošnice pripada općini Pelagićevo u RS-u.

## Stanovništvo
| Gornja Tramošnica  |                |                |                |
| godina popisa      | 1991.          | 1981.          | 1971.          |
| Hrvati             | 1.350 (92,27%) | 1.258 (90,63%) | 1.321 (94,08%) |
| Srbi               | 87 (5,94%)     | 107 (7,70%)    | 75 (5,34%)     |
| Muslimani          | 1 (0,06%)      | 3 (0,21%)      | 1 (0,07%)      |
| Jugoslaveni        | 8 (0,54%)      | 15 (1,08%)     | 3 (0,21%)      |
| ostali i nepoznato | 17 (1,16%)     | 5 (0,36%)      | 4 (0,28%)      |
| ukupno             | 1.463          | 1.388          | 1.404          |